# Kalambur
Kalambur (z fr.) – zabawna gra słów o zbliżonym (paronomazja) bądź identycznym brzmieniu (homonim), lecz o różnych znaczeniach. Efekt powstaje dzięki przeprowadzanym przekształceniom wyrazów, m.in. usamodzielnieniu lub przestawieniu członów.
Również: odmiana szarady, zagadka słowna, opisująca (często żartobliwie, czasem przewrotnie) fragmenty (wyrazy lub sylaby) rozwiązania, będącego kalamburem.
Kalambury to również teleturniej oraz gra towarzyska, nie ma ona jednak poza nazwą nic wspólnego z prawdziwymi kalamburami.

## Przykład

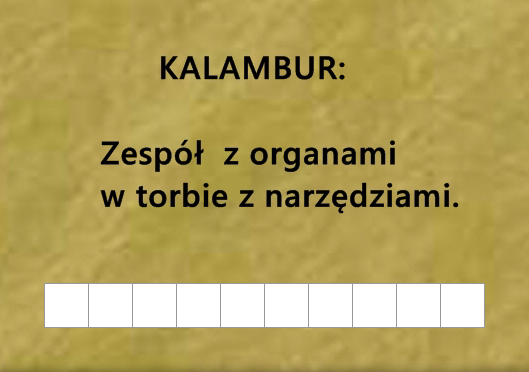
Zadanie
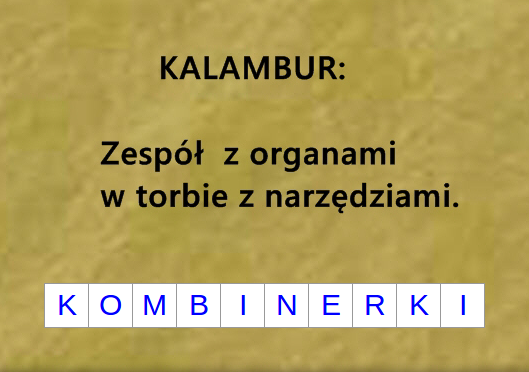
Rozwiązaniem dla części „zespół z organami” jest KOMBI (zespół) oraz NERKI (organy), zaś część „w torbie z narzędziami” odnosi się do całego rozwiązania KOMBINERKI[1].